# Metilentetrahidrofolat reduktaza (NAD(P)H)
Metilentetrahidrofolat reduktaza (NAD(P)H) (EC 1.5.1.20, metilintetrahidrofolat (redukovani nikotinamid adenin dinukleotid fosfat) reduktaza, 5,10-metilintetrahidrofolat reduktaza (NADPH), 5,10-metilintetrahidrofolna kiselina reduktaza, 5,10-4folat reduktaza, metilintetrahidrofolat reduktaza, 5-metiltetrahidrofolat:+ oksidoreduktaza, 5-metiltetrahidrofolat:+ oksidoreduktaza, metilintetrahidrofolat (redukovani riboflavin adenin dinukleotid) reduktaza, 5,10-metilintetrahidrofolat reduktaza, metilintetrahidrofolat reduktaza, 5,10-metilintetrahidrofolat reduktaza, 5,10-metilintetrahidropteroilglutamat reduktaza, N5,N10-metilintetrahidrofolat reduktaza, metilintetrahidrofolna kiselina reduktaza, 5,10-metilintetrahidrofolat reduktaza (FADH2), MetF, metilintetrahidrofolat reduktaza, 5-metiltetrahidrofolat:+ oksidoreduktaza) je enzim sa sistematskim imenom 5-metiltetrahidrofolat:+ oksidoreduktaza. Ovaj enzim katalizuje sledeću hemijsku reakciju
5-metiltetrahidrofolat + + {\displaystyle \rightleftharpoons } 5,10-metilintetrahidrofolat + +
Ova enzim je flavoprotein (FAD). Menadion može takođe da služi kao elektronski akceptor.

## Literatura
- Nicholas C. Price; Lewis Stevens (1999). Fundamentals of Enzymology: The Cell and Molecular Biology of Catalytic Proteins (Third изд.). USA: Oxford University Press. ISBN 019850229X.
- Eric J. Toone (2006). Advances in Enzymology and Related Areas of Molecular Biology, Protein Evolution (Volume 75 изд.). Wiley-Interscience. ISBN 0471205036.
- Branden C; Tooze J. Introduction to Protein Structure. New York, NY: Garland Publishing. ISBN 0-8153-2305-0.
- Irwin H. Segel. Enzyme Kinetics: Behavior and Analysis of Rapid Equilibrium and Steady-State Enzyme Systems (Book 44 изд.). Wiley Classics Library. ISBN 0471303097.

## Spoljašnje veze
- Methylenetetrahydrofolate+reductase+(NAD(P)H) на 